# Matelea dasytricha
Matelea dasytricha är en oleanderväxtart som först beskrevs av Rudolf Schlechter, och fick sitt nu gällande namn av J. Fontella Pereira. Matelea dasytricha ingår i släktet Matelea och familjen oleanderväxter. Inga underarter finns listade i Catalogue of Life.